# المنزه

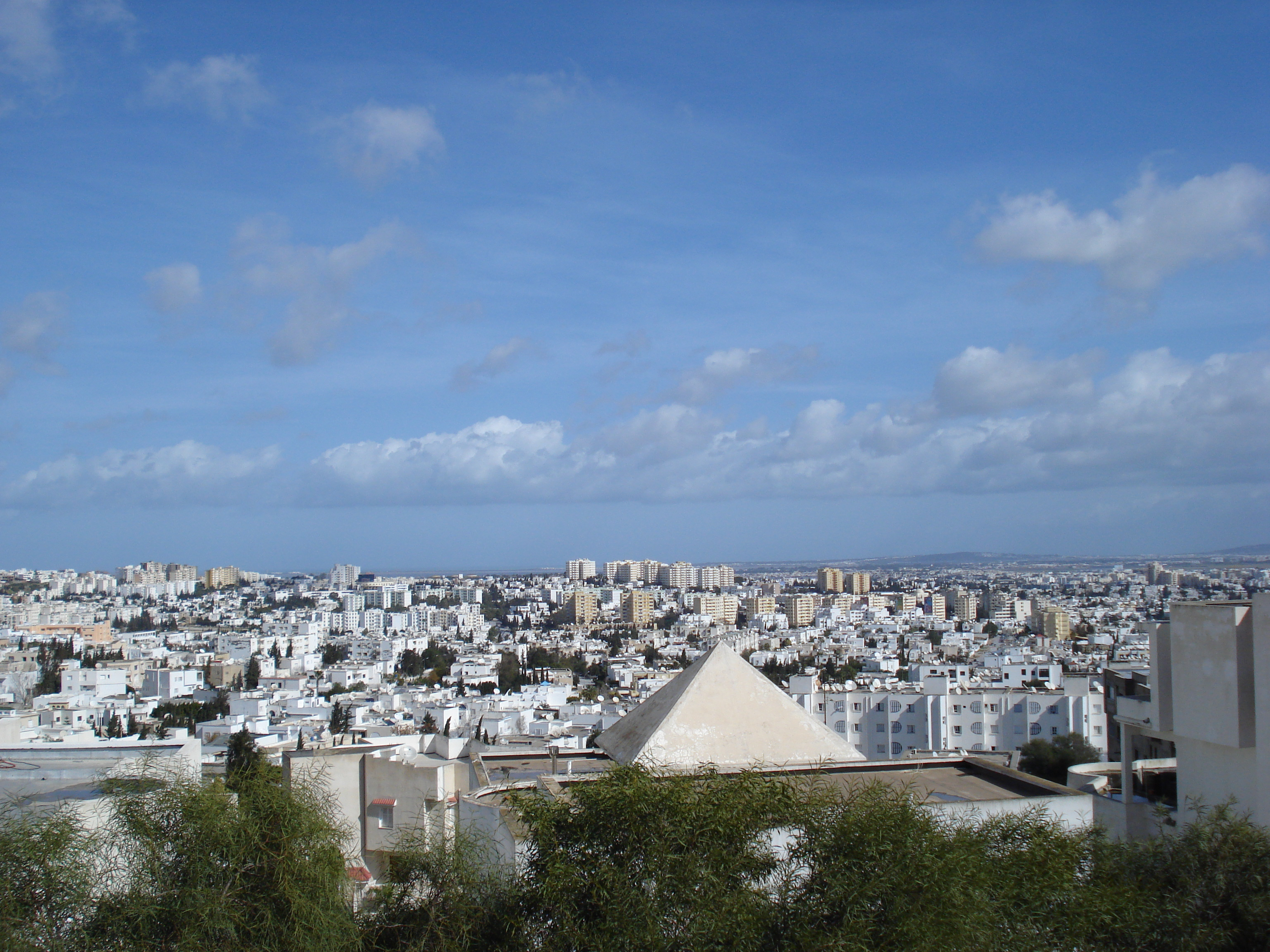
منظر عام وللمنازه 5 و6 و7

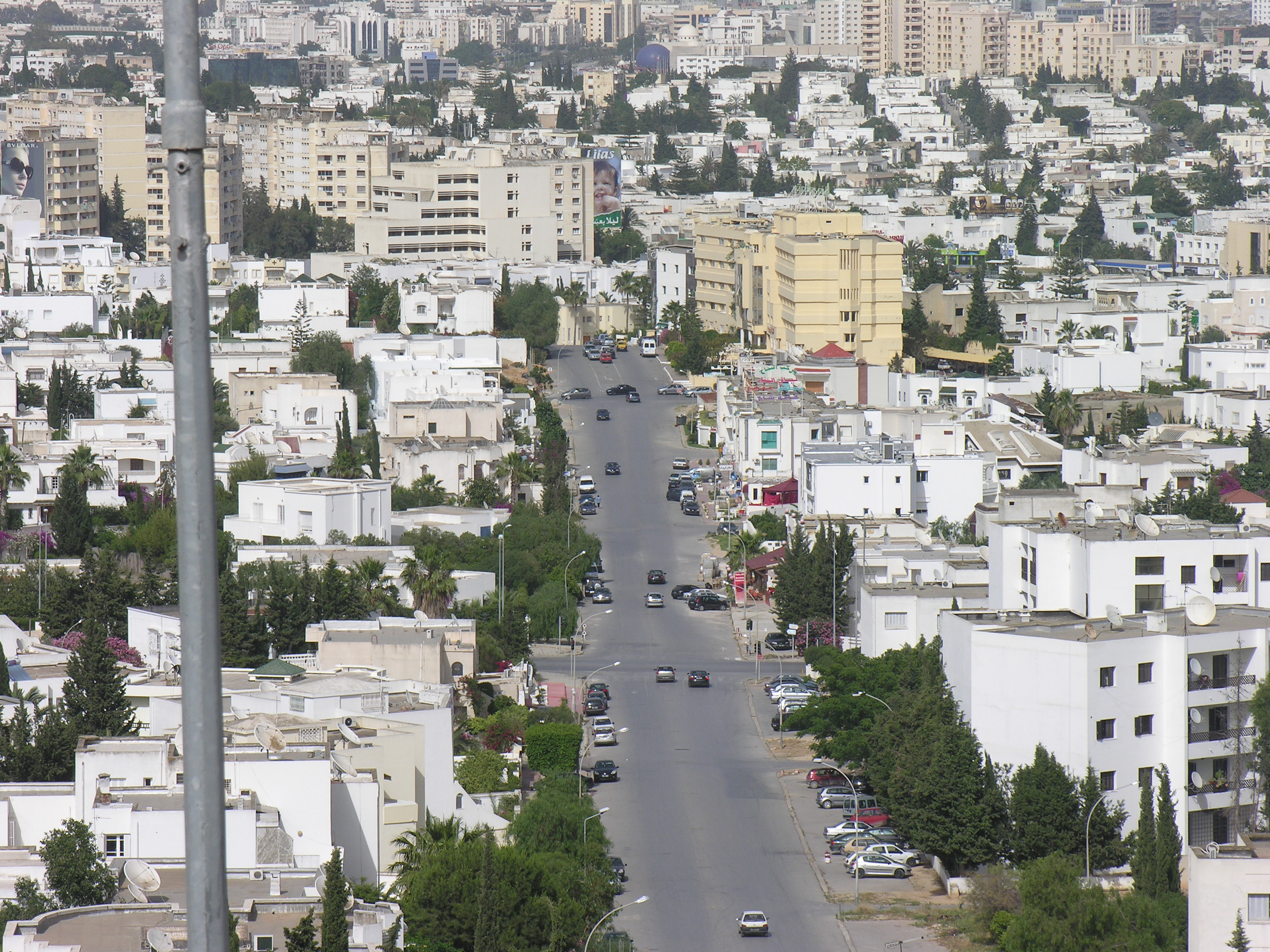
صورة للمنزه التاسع

المنزه، هو اسم لمجموعة من الأحياء السكنية المرفهة تقع شمال وسط العاصمة التونسية. تم تقسيم المنطقة إلى 9 أقسام فرعية مرقمة من واحد إلى تسعة (من المنزه 1 إلى المنزه 9أ والمنزه 9ب والمنزه 9ت). أقربها إلى العاصمة المنزه الأول ويقع في بداية الطريق باتجاه مدينة أريانة. ويوجد به الملعب الأولمبي بالمنزه. تشرف على المنازه واحد وأربعة وتسعة (لا يوجد عمليا منزه 2 و3) معتمدية المنزه التابعة لولاية تونس، في حين تشرف على البقية معتمدية أريانة التابعة لولاية أريانة. تحتضن المنطقة نادي المنزه الرياضي الذي ينشط أساسا في رياضتي كرة اليد وكرة المضرب.